# RAT 31SL
Das RAT 31S ist eine Radargerätefamilie des italienischen Unternehmens SELEX Sistemi Integrati (heute Leonardo S.p.A.). Die Abkürzung RAT steht für Radar Avvistamento Terrestre, eine italienische Bezeichnung für etwa „Bodenständiges Aufklärungsradar“. Es werden mehrere verschiedene Radarsysteme unter dieser Bezeichnung gebaut, die teilweise auf untereinander austauschbare Baugruppen beruhen und die mehrere Aufgabengebiete abdecken.
Das RAT 31 S ist ein vollkohärentes 3D-Frühwarnradar sowohl für Luftverteidigung als auch für Flugsicherungszwecke. Es verwendet eine Phased-Array-Antenne, die mit der für Luftraumüberwachung notwendige Flexibilität gleichzeitig mehrere unabhängig gesteuerte Pencil beams erzeugt. Das Suffix SL steht für die mittlerweile veraltete Bezeichnung des Frequenzbandes S-Band (neu: E-Band). Die Grundversion verwendet linear horizontale Polarisation und erreicht mit 135 kW Impulsleistung aus einer Senderendstufe mit einer Wanderfeldröhre eine Reichweite von mehr als 300 km.
Weiter folgende Buchstaben im Namen stehen für
- RAT 31SL für Long Range,
- RAT 31S/C ist eine Variante als Gefechtsfeldradar mit einer zirkularen (C= circular) Polarisation.

| Technische Daten RAT 31SL | Technische Daten RAT 31SL |
| ------------------------- | ------------------------- |
| Frequenzbereich           | S-Band                    |
| Pulswiederholzeit         |                           |
| Pulswiederholfrequenz     | (staggered)               |
| Sendezeit (PW)            |                           |
| Empfangszeit              |                           |
| Totzeit                   |                           |
| Pulsleistung              | bis 155 kW                |
| Durchschnittsleistung     |                           |
| angezeigte Entfernung     | 450 km                    |
| Entfernungsauflösung      |                           |
| Öffnungswinkel            | 1,3 … 1,5°                |
| Trefferzahl               | 1 … 3                     |
| Antennenumlaufzeit        | 10s                       |